# کیرا یارمیش
کیرا یارمیش (انگلیسی: Kira Yarmysh؛ زادهٔ ۱۱ اکتبر ۱۹۸۹) یک شخصیت عمومی، نویسنده و کنشگر اهل روسیه است. او بیشتر به‌عنوان سخنگو، معاون مطبوعاتی و دستیار آلکسی ناوالنی، رهبر مخالفان روسیه و نویسنده رمان «حوادث باورنکردنی در سلول شماره ۳ زنان» شناخته می‌شود.